# 825
Évszázadok: 8. század – 9. század – 10. század
Évtizedek: 770-es évek – 780-as évek – 790-es évek – 800-as évek – 810-es évek – 820-as évek – 830-as évek – 840-es évek – 850-es évek – 860-as évek – 870-es évek
Évek: 820 – 821 – 822 – 823 –  824 – 825 – 826 – 827 – 828 – 829 – 830

## Események

### Európa
- Egbert wessexi király az ellanduni csatában súlyos vereséget mér a merciai Beornwulfra, véget vetve Mercia befolyásának Dél-Angliában. Essex és Sussex Egberttől kér segítséget Mercia ellen, Egbert fia, Æthelwulf pedig kiűzi Kentből Beornwulf vazallusát, Baldredet.
- Meghal Hywel ap Caradog, a walesi Gwynedd királya. Utódja Merfyn Frych.
- Grímur Kamban vezetésével vikingek telepednek meg a Feröer-szigeteken, elűzve onnan az ír remetéket.
- II. Abd ar-Rahmán córdobai emír megalapítja Murciát.

## Születések
- Arivara no Narihira, japán költő
- Károly, mainzi érsek
- II. Lajos, frank császár
- Ono no Komacsi, japán költőnő

## Halálozások
- Hywel ap Caradog, gwyneddi király
- Herzfeldi Ida, frank szent

## Fordítás
- Ez a szócikk részben vagy egészben  a(z)   825 című angol Wikipédia-szócikk ezen változatának fordításán alapul.  Az eredeti cikk szerkesztőit annak laptörténete sorolja fel. Ez a jelzés csupán a megfogalmazás eredetét és a szerzői jogokat jelzi, nem szolgál a cikkben szereplő információk forrásmegjelöléseként.